# Bestuurbare vlieger

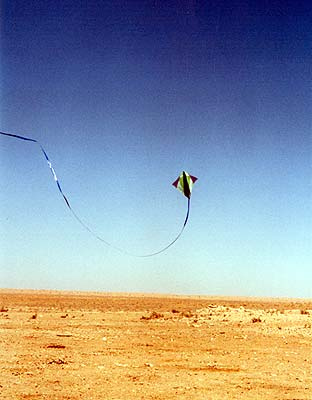
Bestuurbare vlieger

Sinds de jaren zestig van de twintigste eeuw is de bestuurbare vlieger in ontwikkeling gekomen, waarna in jaren 80 de doorbraak plaatsvond. In eerste instantie ging het om een variant op de kruisvlieger (de Peter Powell, Ace of Acro stuntvlieger), die simpelweg met twee lijnen in plaats van met één lijn werd opgelaten. Je kan de vlieger met twee lijnen alle kanten opsturen en salto's laten maken. Ook de Flexifoil, een soort parafoil, behoorde tot de eerste generatie stuntvliegers.
Met de ontwikkeling van glasvezel- en koolstofversterkte stokken en later de supersterke en dunne lijnen, ging de populariteit van de delta stuntvlieger snel vooruit. Met dit super sterke en lichte materiaal werd het mogelijk geavanceerde modellen, maar ook grote 'powerkites' te maken, waardoor het krachtvliegeren ontstond. Zonder enige moeite sleurt zo'n kracht vlieger een volwassen persoon door het mulle strand, dus al gauw werd het vliegeren populair bij het grote publiek, was het alleen maar omdat het niet geheel zonder gevaar was.
In de jaren 90 was de stuntvlieger niet weg te denken aan de skyline op plekken waar mensen recreëren.
Een andere tak van de vliegersport met deltamodellen is het ballet- of trickvliegeren. Hierbij tracht de vliegeraar – individueel of in teamverband – met specifieke (technische) bewegingen van de vlieger een show te geven, al dan niet met muziek, waarmee men beoogt een publiek te vermaken. Vooral bij de teams en met muziek maakt de vooraf ingestudeerde choreografie veel indruk op het publiek, maar ook op individueel niveau is er veel ontwikkeld op het gebied van 'trucs'. Het technisch kunnen is vaak verbluffend.
De organisaties STACK en Tricksparty houden zich bezig met deze vorm van vliegeren. Ze zijn over de hele wereld verspreid en organiseert op lokaal, nationaal en internationaal niveau wedstrijden.